# Солошніца
Солошніца (словац. Sološnica) — село, громада округу Малацки, Братиславський край, південно-західна Словаччина, регіон Загоріє. Кадастрова площа громади — 37,77 км².
Населення 1568 осіб (станом на 31 грудня 2017 року).

## Географія
Протікає Солошницький потік.

## Історія
Солошніца згадується в 1376 році.

## Населення
| Рік:            | 1994. | 2004.   | 2014.   | 2024.   |
| --------------- | ----- | ------- | ------- | ------- |
| Кількість осіб: | 1460  | 1504    | 1552    | 1662    |
| Різниця:        |       | +3,01 % | +3,19 % | +7,08 % |

| Рік:            | 2023. | 2024.   |
| --------------- | ----- | ------- |
| Кількість осіб: | 1653  | 1662    |
| Різниця:        |       | +0,54 % |